# Vircava
La Vircava (en lituanien : Virčiuvis), est une rivière dans le nord de la Lituanie et le sud de la Lettonie (Zemgale). Sa longueur est d'environ 69 km, dont 45 km sur le territoire de la Lettonie et 24 km sur le territoire de la Lituanie. Elle prend sa source dans les champs près du village de Gedminiai  dans la Municipalité du district de Pakruojis. Ses affluents sont Audruve, Ašvine, Eleja. Elle se jette dans la Lielupe sur le territoire de la municipalité de Jelgava.
La Vircava traverse les localités de Kārniņi, Mežciems, Vircava, Lielvircava, Bērvircava (en Lettonie) et Mindaugas (en Lituanie). En Lituanie, le barrage de Drasutaiči a été construit.